# 굴 아그하 시르자이

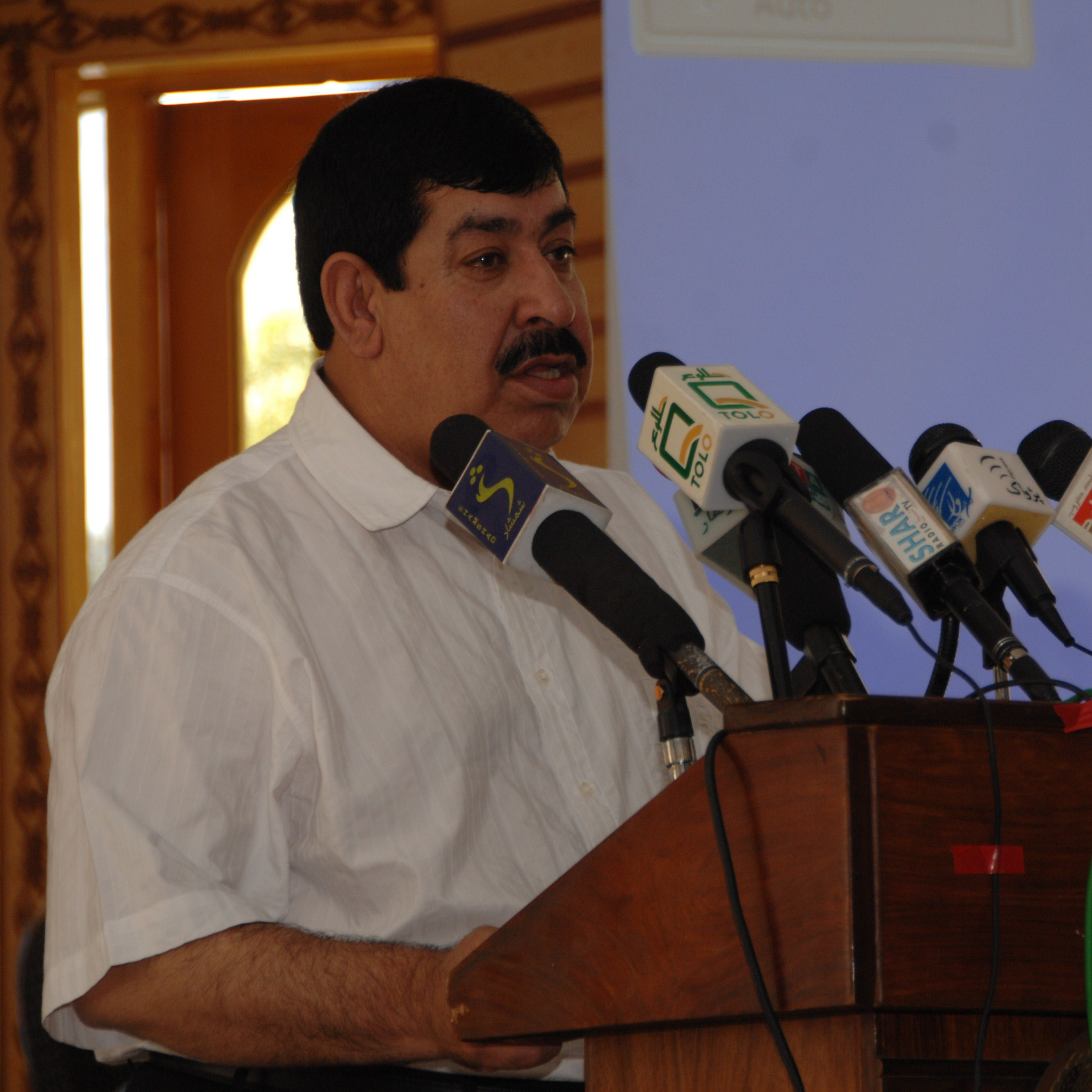

굴 아그하 시르자이(Gul Agha Sherzai, 본명 모하마드 샤피크 시르자이(Mohammad Shafiq Sherzai))는 2001년 12월부터 2003년 8월 16일까지 아프가니스탄 칸다하르주지사를 지낸 군벌이다.
시르자이는 무자헤딘 내전 시절 명목상의 칸다하르 주지사였다. 당시 그의 부하들은 뇌물, 약탈, 절도 등으로 악명이 높았다. 탈리반이 일어나 칸다하르를 장악하자 그는 쫓겨나 파키스탄 국경도시 쿠에타로 망명해야 했다.
시르자이는 대소항전 시절부터 파키스탄군 정보부(ISI)와 밀접한 관계를 갖고 있었다.
2001년 가을, 미국이 탈리반 정권을 몰아내기 위한 협력을 구해 시르자이에게 접근해 오자, 그는 쿠에타의 난민캠프에서 일단(200~1,000명)의 사병을 모집하였다. 미국의 공습과 북부동맹의 공격으로 탈리반 정권이 흔들리자, 시르자이는 칸다하르로 밀고들어가 주 정부를 장악했다.
2003년 8월, 아프가니스탄 대통령 하미드 카르자이가 공직자들은 군직과 민간직을 겸임할 수 없다고 선포하자 그는 주지사 직을 사임하고 도시문제 장관으로 입각했다. 시르자이의 사촌 유수프 파슈툰(Yusuf Pashtun)이 그의 주지사직을 승계했다.